# 海月ゆら
海月 ゆら（みつき ゆら）は、日本の漫画家。

## 略歴
- 2012年 - 下期別マMANGA GP ザ☆デビューにおいて佳作を受賞。『スティックアウト』がデビュー作として『別冊マーガレットsister』に掲載された。

## 作品リスト
全て集英社、マーガレットコミックスから刊行されている。
- いちばんほしいの[1]（2018年9月25日発売[2][3]、『別冊マーガレット』2018年6月号[4] - 9月号、ISBN 978-4-08-844099-6、全1巻）
  - いちばんうれしいの（描きおろし）

### イラスト
- （タイトルなし）[5]（『別冊マーガレット』2013年11月号）
- （タイトルなし）[6]（『別冊マーガレット』2019年5月号別冊ふろく『頑張ってるキミが好き。』）
- （タイトルなし）[7]（『別冊マーガレット』2019年8月号）

### 単行本未収録作品
- スティックアウト（『別冊マーガレットsister』2013年1月増刊号、デビュー作。）
- DOLL 私が私であるために（『ザ マーガレット』2013年4月号）
- うそつきなエスパー（『別冊マーガレットsister』2013年7月増刊号）
- 屋上同盟（『別冊マーガレットsister』2013年9月増刊号）
- キミがくれたもの（『ザ マーガレット』2014年4月号）
- グラマラス★ユー（『別冊マーガレット』2014年9月号別冊ふろく『moi!』7号）
- want you!（『別冊マーガレット』2015年8月号別冊ふろく『dcolle』4号）
- eQuAL[8]（『別冊マーガレット』2016年3月号別冊ふろく『dcolle』11号）
- グッドバイ★グラデーション[9]（『ザ マーガレット』2017年2月号）
- 恋するショ－コ。[10]（『ザ マーガレット』2017年6月号）
- だるまのこころ[6]（『別冊マーガレット』2019年5月号別冊ふろく『頑張ってるキミが好き。』）
- そんなキミと恋したい[11]（『別冊マーガレット』2021年11月号別冊ふろく『別マBABY』Vol.11）
- 推しよりヒーロー[12]（『別冊マーガレット』2022年4月号別冊ふろく『別マBABY』Vol.16）